# 相互タクシー
相互タクシー株式会社（そうごタクシー）は、大阪府及び京都府でタクシーを運行するタクシー会社。創業者は多田清。地域ごとに分社化を行っており、決算なども別に行っている。

## 沿革
- 1931年11月 - 大阪市港区に相互タクシー自動車株式会社を創立。
- 1936年10月 - 多田式木炭自動車営業開始。
- 1940年9月 - 陸運統制令に基づく戦時統制により、大阪はローヤル自動車を合併（京都は1943年頃統合完了）。
- 1952年2月 - 大阪・京都で営業所システムによる営業を開始。
- 1963年4月 - 創業者多田清、大阪タクシー協会を設立発起する。
- 1966年10月 - 相互不動産株式会社を設立。
- 1969年6月 - 株式会社大阪タクシー会館を設立。
- 1980年1月 - 「黄色の小型タクシー」を導入。
- 1987年5月 - 越前大仏（大師山清大寺）開眼落慶
- 1989年7月 - そうごスイミングプールが開業
- 1993年7月 - 勝山城博物館が開業（越前勝山城）
- 1994年4月 - 但馬大仏落慶
- 1996年2月 - 株式会社SUS相互建築設計事務所を設立
- 1996年6月 - 相互不動産株式会社の事業を相互タクシー株式会社のサービス事業本部に編入
- 1998年10月 - 登記変更により大阪相互タクシー株式会社を相互タクシー株式会社、泉相互タクシー株式会社を大阪相互タクシー株式会社にそれぞれ改称
- 同月、相互タクシー株式会社平野営業所を開設
- 1999年9月 - 相互タクシー株式会社代表取締役社長に田中一成が就任
- 同月、大阪相互タクシー株式会社代表取締役に松田満夫が就任
- 2000年11月 - 京都相互タクシー株式会社、ISO9001取得
- 2003年6月 - 相互タクシー株式会社代表取締役社長に小野幸親が就任。
- 2014年6月 - 大阪相互タクシー株式会社代表取締役に多田精一が就任。
- 2014年9月 - 京都相互タクシー株式会社代表取締役に多田精一が就任。

## タクシー乗り場

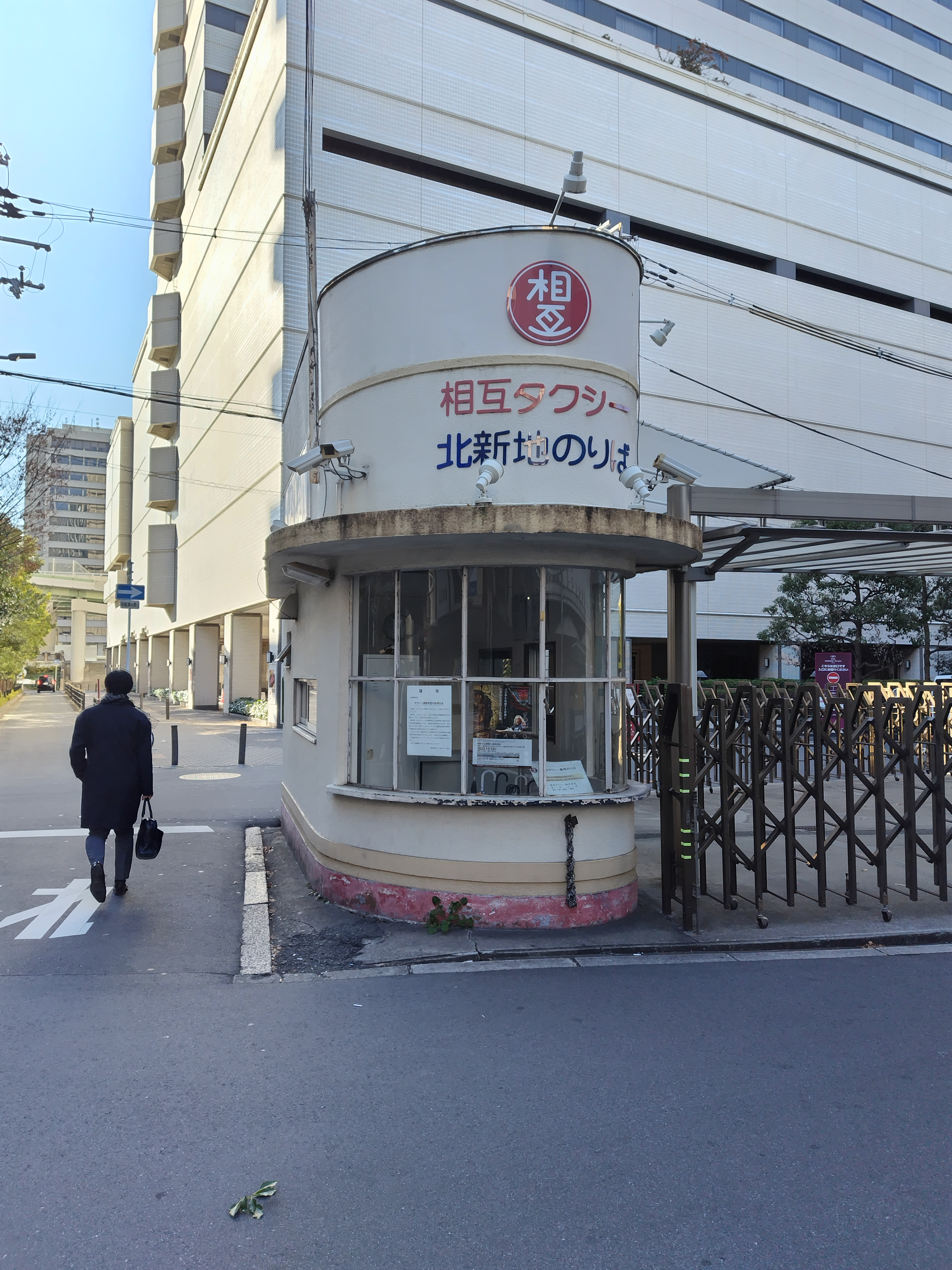
相互タクシー北新地のりば

1950年代より京阪神に約60か所の営業所を開設、そのうちかなりの数が多田清のデザインによる鉄筋コンクリート構造のモダンな造りであった。現存するのは1953年に建設された道頓堀の南のりばと昭和30年代に建設されたと推測される北新地のりばの2か所である。北新地のりばは堂島1丁目にあり、180℃の視界を確保できる曲面ガラスのカウンターが特徴的である。断面は半円ではなく、道路の曲線に合わせた楕円になっている。2023年には「生きた建築ミュージアム・大阪セレクション」第2期に選定された。